# Площа Растреллі
Площа Растреллі (рос. Площадь Растре́лли) — площа в Санкт-Петербурзі. Розташована на перетині Шпалерної вулиці, Тавричеського провулку, вулиці Смольного, провулка Кваренгі і Лафонської вулиці.

## Історія
- Спочатку — Смольна площа (з 1821 року). Названа на честь Смольного Воскресенського монастиря (будинок 3).
- У путівнику 1853 року позначена як площа Смольного Монастиря.
- Із 30 липня 1864 по 1884 рік — Маріїнська площа. Названа на честь імператриці Марії Федорівни. Пов'язано з тим, що Смольний Воскресенський собор і багато установ навколо нього належали до «Відомства Імператриці Марії».
- Із середини 1860-х — Катерининська площа. Назва отримана від Катерининської вулиці.
- Із 6 жовтня 1923 року — площа Архітектора Растреллі на честь Б. Ф. Растреллі, автора проекту Смольного Воскресенського собору.
- Із 1929 року — сучасна назва.